# Casandria daunus
Casandria daunus là một loài bướm đêm trong họ Noctuidae.